# المعرص (الحديدة)

تعديل مصدري - تعديل

المعرص هي إحدى قرى مديرية الزهرة، التابعة لمحافظة الحديدة اليمنية، بلغ تعداد سكانها 5321 نسمة حسب الإحصاء الذي أجري عام 2004.